# Michael A. Lebowitz
Michael A. Lebowitz   (Newark, 27 de novembre de 1937 - 19 d'abril de 2023) fou un economista estatunidenc naturalitzat canadenc, conegut pels seus treballs sobre el marxisme.

## Biografia
Lebowitz va graduar-se a la Universitat de Nova York el 1960 i va obtenir el mestratge a la Universitat de Wisconsin el 1964. Des de 1965 va ser professor de la Simon Fraser University, a Vancouver, on va fer classes d'Història Econòmica, Economia marxista i Sistemes Econòmics Comparats. El 2004, va ser assessor del Ministeri per a l'Economia Social de Veneçuela i, entre 2005 i 2011, fou director del programa de Pràctiques transformadores i desenvolupament humà del Centre Internacional Miranda, a Caracas.
En el seu llibre més conegut és Beyond Capital: Marx's Political Economy of the Working Class, fa una anàlisi crítica d'El capital de Karl Marx, concloent que, d'acord amb el mateix pla de l'autor, hi falta la part corresponent a l'economia política dels treballadors que sorgeix enfrontada a l'economia basada en el lucre pròpia del capitalisme, tal com va propugnar Marx el 1864 al manifest inaugural de l'Associació Internacional dels Treballadors. Per a Lebowitz, satisfer les necessitats pròpies per al desenvolupament de la classe treballadora és l'essencial. Escrit en anglès, ha estat traduït al castellà, turc, xinès, hindi i coreà. Va guanyar el Premi Deutscher el 2004 com el millor llibre de tradició marxista al món anglòfon. Va estar casat amb la teòrica marxista xilena Marta Harnecker.

## Obra publicada
- Beyond Capital: Marx's Political Economy of the Working Class; London: Macmillan, 1992.
- Lecciones de la autogestión Yugoslava; Caracas: La Burbuja Editorial, 2005.
- Build it Now: Socialism for the Twenty-first Century; New York: Monthly Review Press, 2006.
- El socialismo no cae del cielo; Mérida, Venezuela: La Imprenta de Mérida CA, 2006.
- El camino al desarrollo humano: ¿capitalismo o socialismo?; Caracas: Centro Internacional Miranda, 2008.
- La lógica del capital versus la lógica del desarrollo humano Caracas: El Perro y la Rana, 2008.
- Following Marx: Method, Critique and Crisis; Leiden: Brill Academic Publishers, 2009; ISBN 9789004149427.
- Karl Marx; Palgrave Macmillan, 2010; ISBN 9781403999450.
- The Socialist Alternative: Real Human Development; New York: Monthly Review Press, 2010; ISBN 9781583672143.
- Contradictions of "Real Socialism": the Conductor and the Conducted; New York: Monthly Review Press, 2012.
- The Socialist Imperative: From Gotha to Now (2015).
- Between Capitalism and Community (2021).